# ムイーニョス

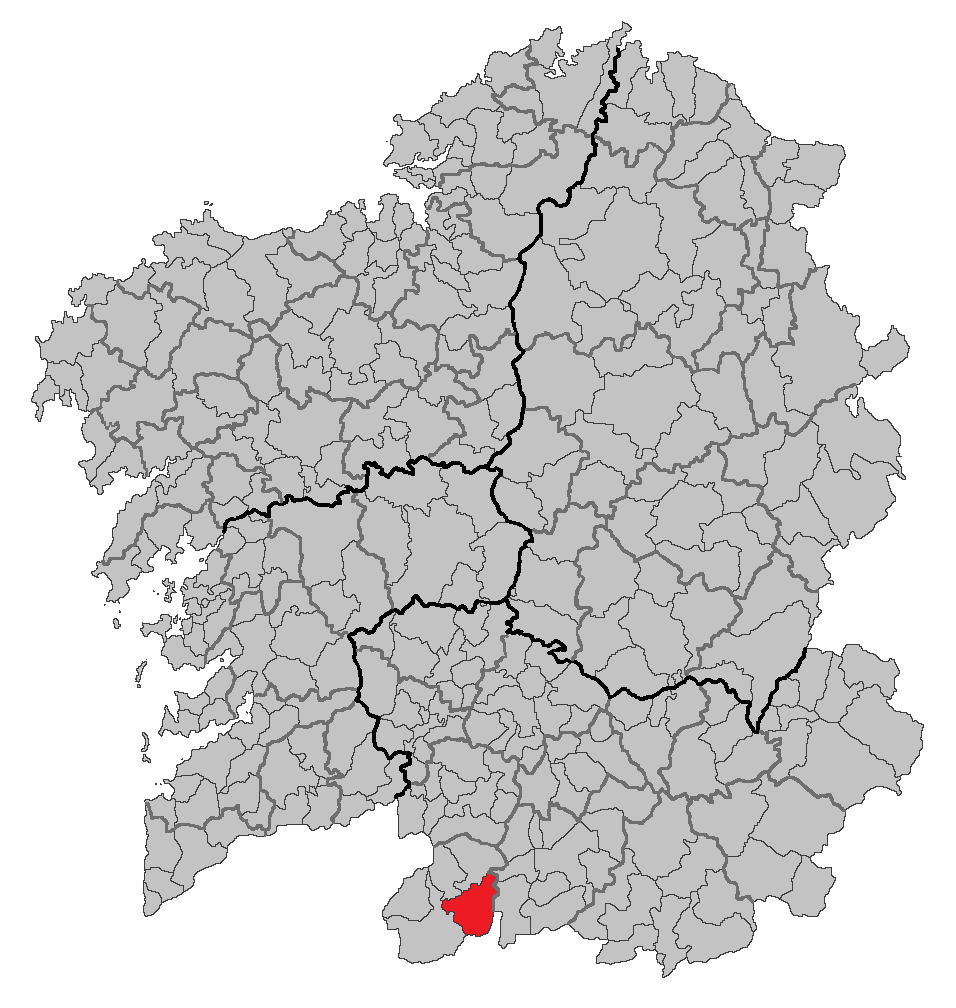

ムイーニョス（Muíños）は、スペイン、ガリシア州、オウレンセ県の自治体で、コマルカ・ダ・バイシャ・リミアに属し、およそ680mの高度にある。ガリシア統計局によると、2012年の人口は1,779人（2010年：1,824人、2009年1,821人、2004年：1,985人、2003年:2,012人）で、12の教区に分けられる。住民呼称は、規範としては認められていないが、男女同形のmuiñenseが使われる。
ガリシア語話者の自治体住民に占める割合は98.93％（2001年）。

## 地理
ムイーニョスはオウレンセ県の南西部に位置し、コマルカ・ダ・バイシャ・リミアに属する。北はロベイラとバンデと、東はポルケイラとカルボス・デ・ランディンと、西はロビオスの各自治体と隣接、そして南はポルトガルと接している。自治体中心地区はムイーニョス教区のムゲイメス地区。
面積は109km²で、リミア川とサラス川の渓谷に位置し、ポルトガルとの国境に接している。シュレス山地にはバイシャ・リミア自然公園が設けられており、同公園は国境を越えてポルトガルにも広がっている。
ムイーニョスには、高速道路リアス・バイシャス線をシンソ・デ・リミアで降りて、自治体の最初の集落であるカス集落を通って、そのまま進めば到着する。
1997年より、自治体庁舎はムイーニョス教区のムゲイメス地区に置かれている。

### 人口
住民は12の教区の33の地区（集落）に居住する。
| ムイーニョスの人口推移 1900－2010                       |
|                                                         |
| 出典:INE（スペイン国立統計局）1900年 - 1991年、1996年 - |

## 観光
全バイシャ・リミア地区での重要な産業は牧畜業と農業であるが、それ以外にムイーニョスでは、トレッキングやカヌー競技で自然に親しんだり、アグリ・ツーリズムが注目され始めている。宿は、宿泊所や農家に泊まることができる。
集落から500m程の所に位置するエンコロ・デ・コンチャスと呼ばれるリミア川の川岸にはいくつかの温泉が湧き出している。水温はおよそ50度で、30年前から地上に湧き出した。また、これらの淵ではカヌー競技、他さまざまなスポーツで自然を満喫することができる。

## 政治
現在の自治体首長はガリシア国民党（PPdeG）のプラシド・アルバレス・ドバーニョ（Plácido Álvarez Dobaño）、自治体評議員はガリシア国民党:9、ガリシア社会党（PSdeG-PSOE）:1、ガリシア民族主義ブロック（BNG）:1となっている（2007年の自治体選挙の結果、得票順）。

## 教区
ムイーニョスは12の教区に分けられる。太字は自治体の中心地区のある教区。
- バルシェス（サンタ・マリーア）
- カードス（サンタ・マリーア）
- コウソ・デ・サラス（サンティアーゴ）
- ファルナデイロス（サン・ペドロ）
- アス・マウス・ダ・サラス（サンタ・バイア）
- ムイーニョス（サン・ペドロ)
- パラーダ・デ・ベントーサ（サン・ペドロ）
- ポルケイロス（サント・アンドレ）
- プラード・デ・リミア（サン・サルバドール）
- レキアス（サンティアーゴ）
- ソウト・デ・リミア（サンタ・マリーア)
- シェルメアーデ（サン・ミゲル)

## ギャラリー

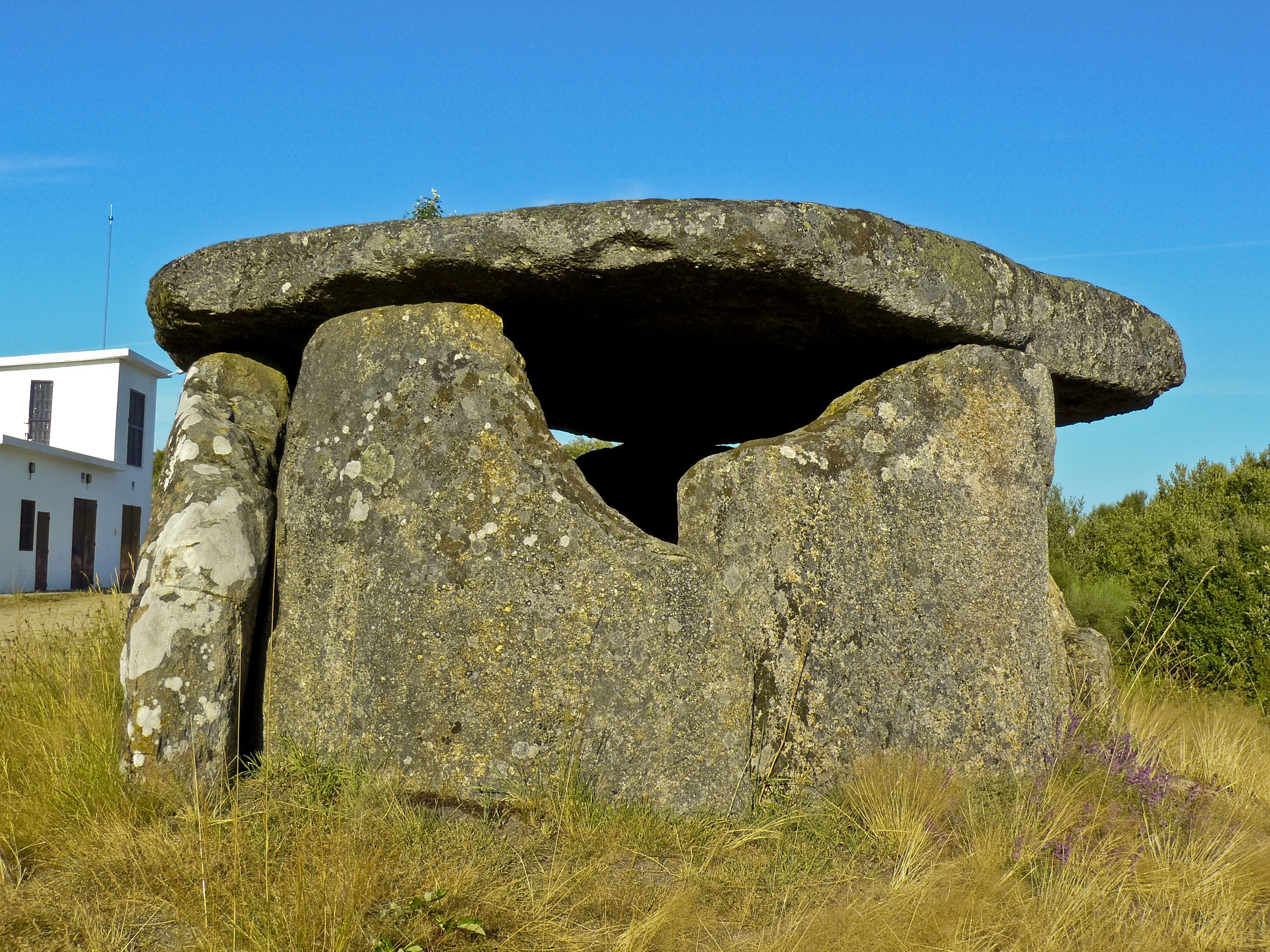
ドルメン